# Fordson

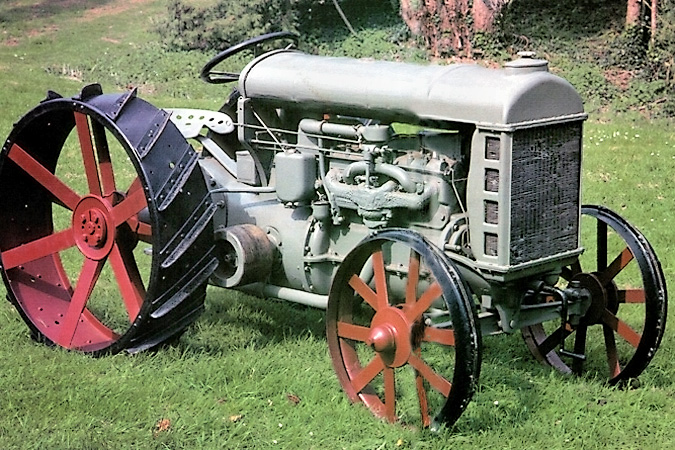
Der erste Fordson, das Model F aus dem Jahr 1917.

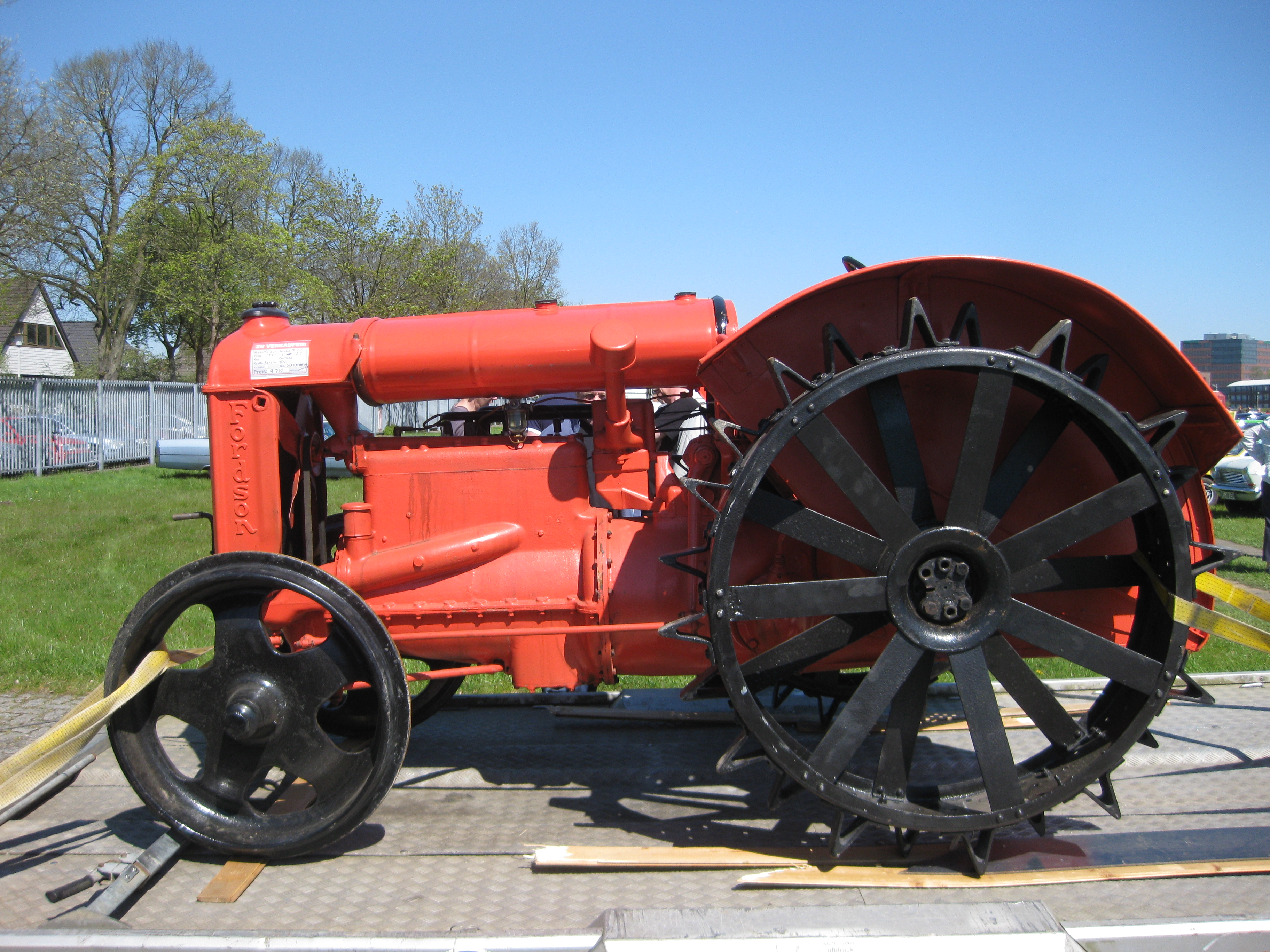
Fordson Model F

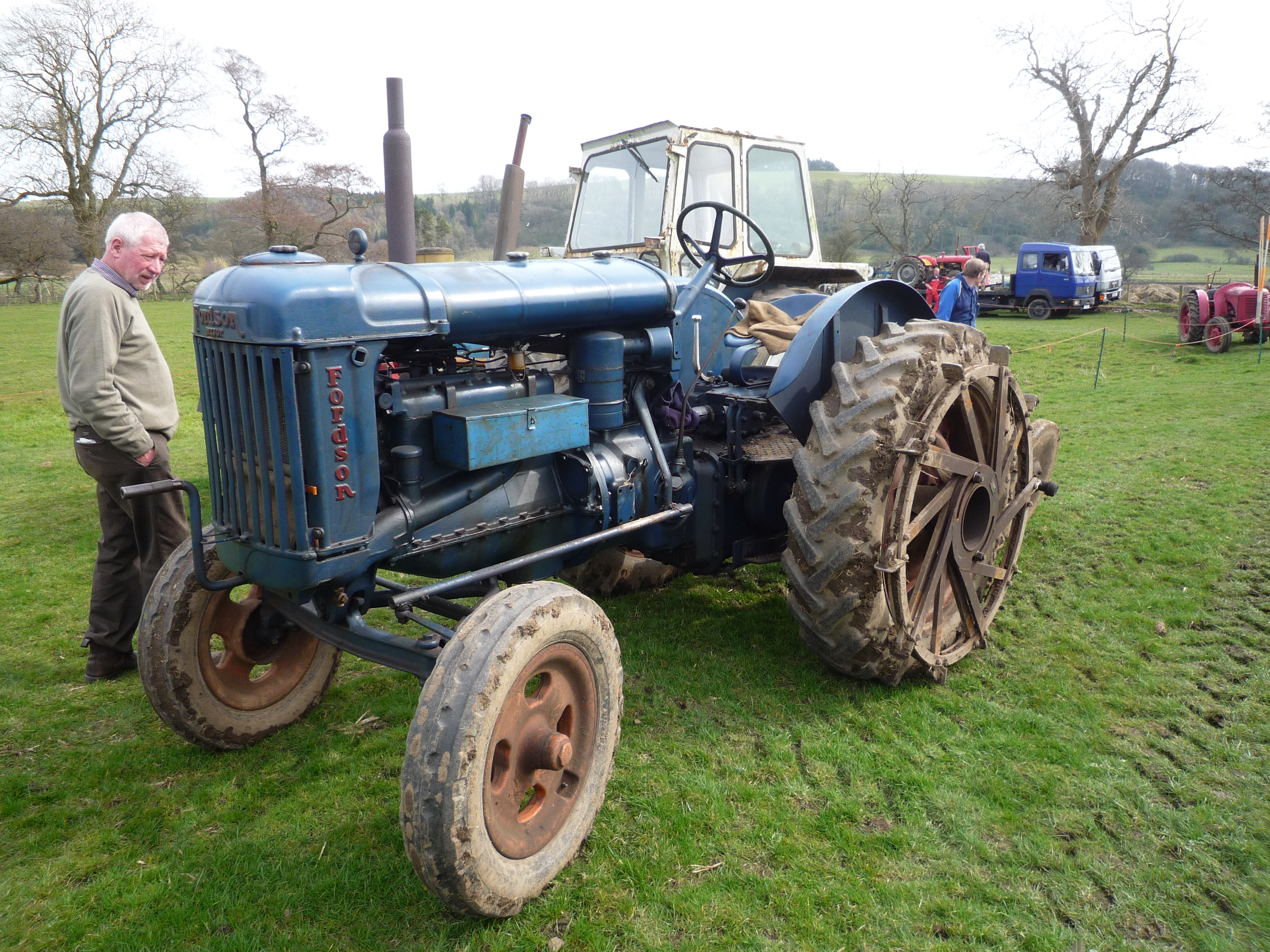
Fordson Major E27N

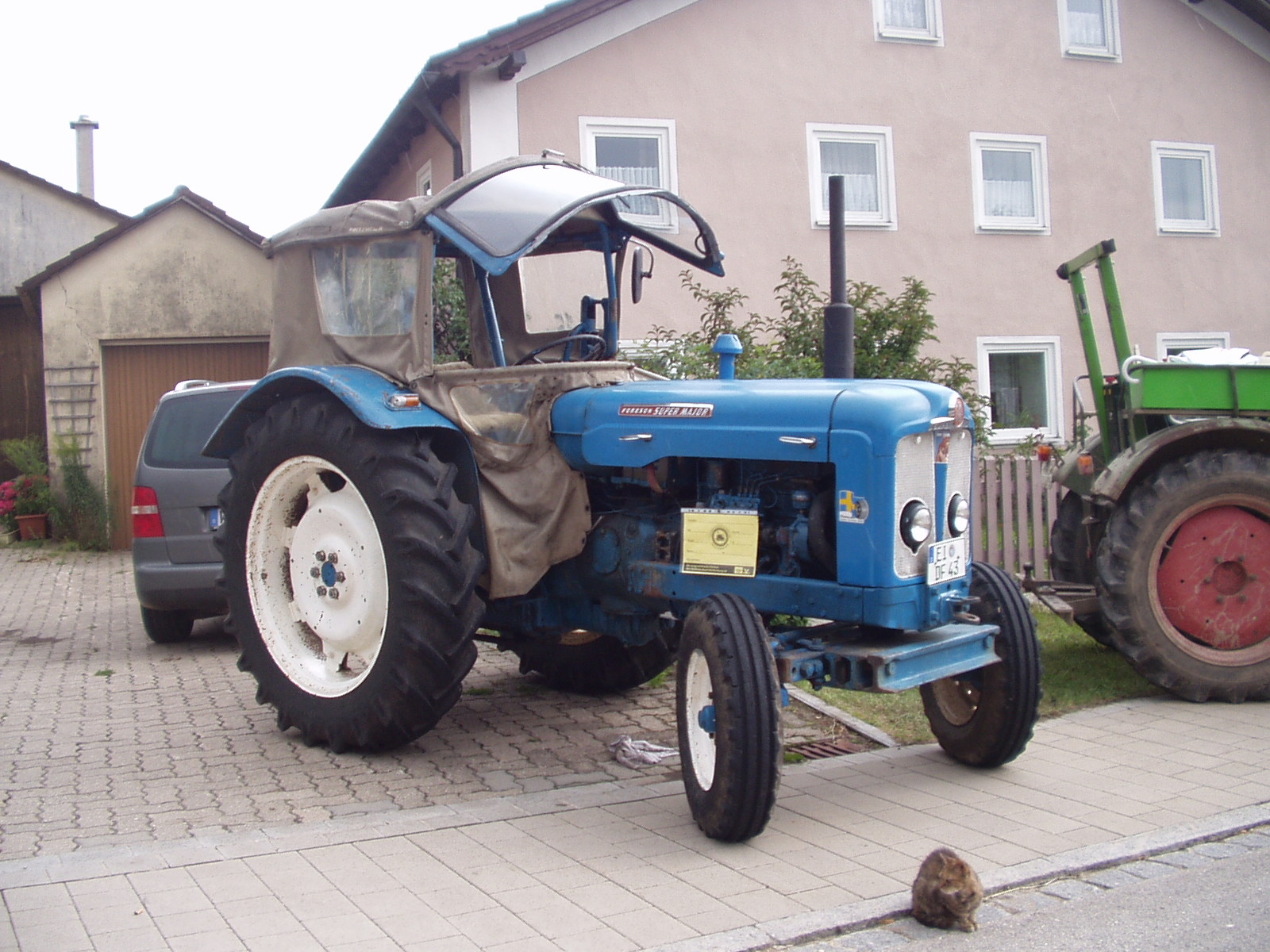
Fordson Super Major

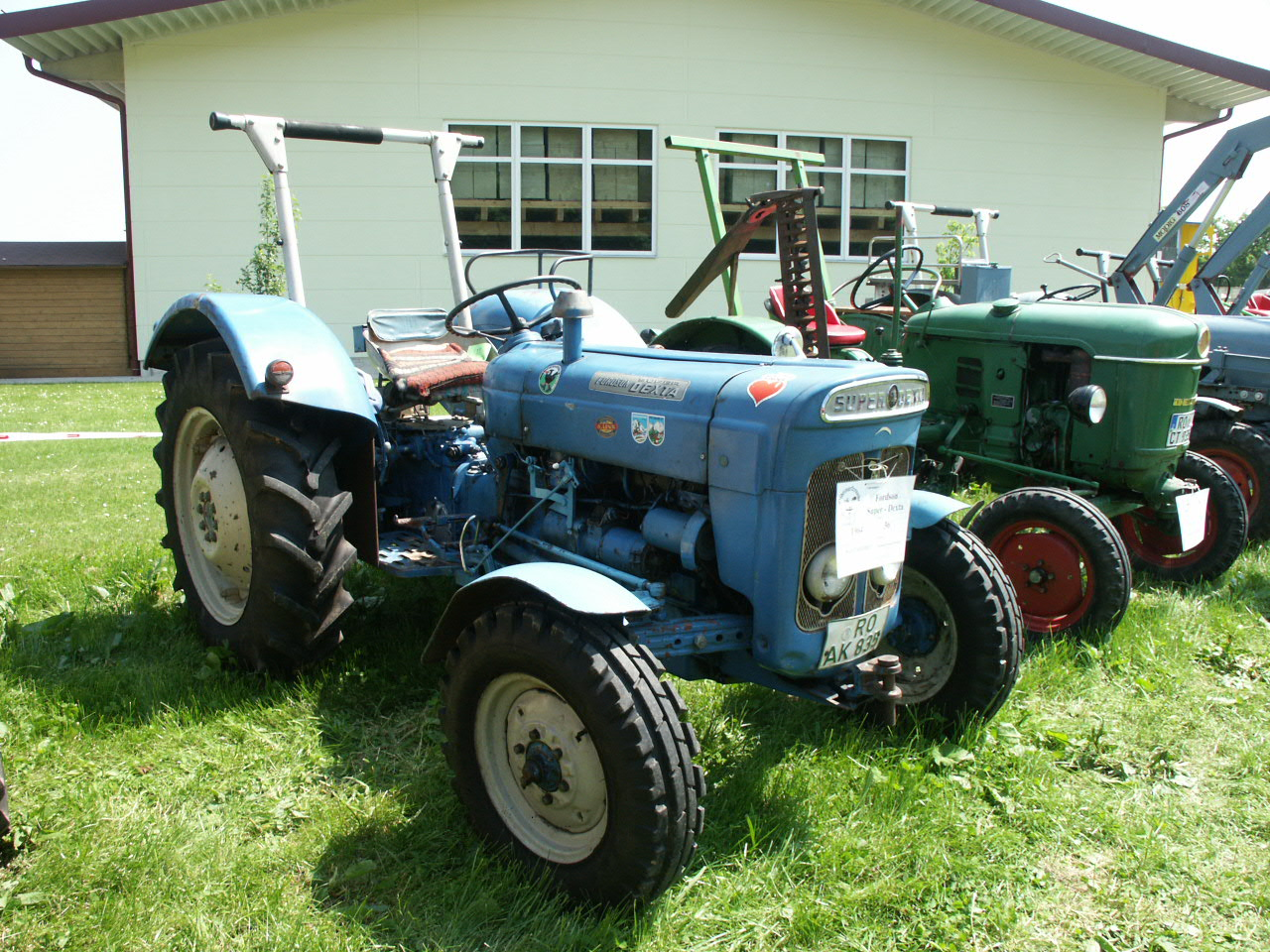
Fordson Super-Dexta (1964)

Fordson war die Marke von Henry Ford & Son, einem von Henry Ford neben der Ford Motor Company gegründeten Unternehmen, das Traktoren herstellte.

## Geschichte
Der in der Landwirtschaft aufgewachsene Ford hatte Automobile durch Fließbandfertigung zu preisgünstiger Massenware gemacht und experimentierte seit dem Jahr 1905 mit Konstruktionen für gleiches bei Traktoren, stieß bei seinen damaligen Geschäftspartnern aber auf anhaltenden Widerstand, in diesen neuen Markt zu investieren. Ab dem Sommer 1910 ließ er auf eigene Kosten sechs Techniker in einer gemieteten Scheune an dem Projekt arbeiten. Im Februar 1913 kaufte er ein Gewerbegrundstück an seinem Wohnsitz Dearborn. Im Februar 1916 übertrug ihm die Ford Motor Company gegen knapp 50.000 US-Dollar alle Rechte, die sie an Traktoren besitzen könnte. Henry Ford ließ fünf oder sechs Prototypen herstellen, die als Besonderheit statt eines Rahmens einen tragenden Antriebsstrang hatten und auf den Farmen der Fords erprobt wurden. Im August 1916 gründete er mit Edsel Ford in Dearborn das Unternehmen Henry Ford & Son, das sich zum Jahresende mit knapp 300 Mitarbeitern auf die Serienfertigung vorbereitete. Auf den Markt gebracht wurde das 2,6 m lange und mit einem Eigengewicht ab 1.230 kg (zumal für damalige Verhältnisse) sehr leichte Model F mit Vierzylinder-Ottomotor mit 4,3 Liter Hubraum und 20 hp (15 kW) Leistung zu einem 1917 konkurrenzlos günstigen Preis von nur 750 US-$, der durch rationelle Serienfertigung der Ford & Son Inc. (Ford Motor Company USA) ermöglicht wurde.
Im Januar 1917 kaufte der Vertreter der Ford Motor Company im Vereinigten Königreich ein Grundstück im irischen Cork, um eine Traktorenfertigung zur Stützung der britischen Landwirtschaft im Ersten Weltkrieg aufzubauen. Im April 1917 wurde Henry Ford & Son Limited im Vereinigten Königreich gegründet, aber schon bald wurde klar, dass keine Arbeitskräfte zur Herstellung von Traktoren abkömmlich waren, sodass die Fabrik in Cork erst im Juli 1919 zu fertigen begann. Aushilfsweise wurde im Juni 1917 mit der britischen Regierung vereinbart, bis zum Februar 1918 aus Dearborn 6.000 Traktoren zu liefern. Am Jahresende 1917 hatte Henry Ford & Son erst 254 Traktoren hergestellt und begonnen, sie mit dem Schriftzug Fordson zu versehen. Im April 1918 wurde die Lieferung an das Vereinigte Königreich einschließlich 1.000 nachbestellter Traktoren für Kanada abgeschlossen. Im Juni 1918 stellte die Fabrik über 5.000 Traktoren her, und später waren es über 10.000 Traktoren in einem Monat.
Henry Ford schloss ähnliche Vereinbarungen wie mit dem Vereinigten Königreich mit manchem Bundesstaat der Vereinigten Staaten. Die Regierungen kauften hohe Stückzahlen zu niedrigen Stückpreisen und verkauften sie an Landwirte weiter. Die Sowjetunion kaufte rund 25.000 Fordsons und baute sie als Fordson-Putilowez nach.
Im Juli 1919 übernahm die Familie Ford die Ford Motor Company vollständig, verleibte ihr das Traktorengeschäft ein, und löste Henry Ford & Son im Juli 1920 auf.
Bis zum Jahr 1928 wurden Fordsons in den USA hergestellt und über 700.000 Exemplare abgesetzt. Danach wurden in Cork weiterhin täglich rund 300 Exemplare gefertigt. Letztlich wurde die Fertigung nach Dagenham in England verlegt, wo sie durch den Zweiten Weltkrieg hindurch weiterlief. Parallel entstand die Ford-N-Serie. Im Vereinigten Königreich wurde ab 1938 der Fordson E83W gebaut.
Die Ford Motor Company übernahm 1986 New Holland und 1987 den kanadischen Landmaschinenhersteller Versatile, verkaufte jedoch ihre gesamte Landmaschinensparte 1991 an Fiat. Die Ford- und Fiat-Landmaschinensparten wurden unter der Marke Fiat-New Holland fusioniert.

## Traktorenbaureihen
Bekannte Vertreter der Fordson Baureihen:
- 1917 Fordson Model F
- 1929 Fordson Model N
- 1945 Fordson Major
- 1957 Fordson Dexta
- 1960 Fordson Super Major
- 1962 Fordson Super Dexta
- 1963–1964 Fordson Dexta Spezial

## Nutzfahrzeuge
Die Marke Fordson wurde auch für einige Nutzfahrzeuge von Ford of Britain genutzt dazu sind bekannt:
- 1933 bis 1939 Fordson als Hauptmarke
- 1939 bis 1957 Fordson Thames als Hauptmarke
- 1938 bis 1957 Fordson E83W, Nutzlast: 0,5 t
- 1939 bis 1945 Fordson WOT, Militärfahrzeugtypen: WOT 1 bis WOT 8, mehrere Nutzlastsegmente
- 1940 Fordson E88 auf Basis des Ford-Barrel-Nose-Lkw
  - Militärfahrzeugtypen: WOT1, WOT 1A, WOT 1A/1, Nutzlast: 3 t

Fordson Fahrgestelle wurden bei einigen Panzerwagen des Typs Rolls-Royce Armoured Car nachträglich eingebaut. Die umgebauten Fahrzeuge wurden auch als „Fordson Armoured Car“ bekannt. Auf zeitgenössischen Fotos sind sie mit Panzerbüchse Boys, Maschinengewehren und Einrichtungen zur Flugzeugabwehr erkennbar.